# World Cup USA '94
World Cup USA 94 é um jogo eletrônico desenvolvido pela Tiertex Design Studios e publicado pela U.S Gold. Foi lançado para Sega Genesis, Sega CD, SNES, Master System, DOS, Game Boy e Game Gear.

## Seleções
Copa do Mundo